# Inferno e passione
Inferno e passione (Egon Schiele - Exzesse) è un film del 1981 diretto da Herbert Vesely e basato sulla vita del pittore austriaco Egon Schiele.